# Geórgios Karaiskakis
Geórgios Karaiskakis (23 de gener de 1782 – abril 23, 1827) ,(en grec: Γεώργιος Καραϊσκάκης), nascut 23 de gener de 1780, fou un famós militar i dirigent de la Guerra d'Independència de Grècia.

## Primers anys
Karaiskakis nasqué en un monestir a prop del poble de Skoulikaria (en grec: Σκουληκαριά:) a prop d'Arta. El seu pare era el martolos del districte de Valtos, Dimitris Iskos (o Karaiskos), la seva mare fou Zoe Dimiski, d'Arta, també, qui era la neboda de l'abat del monestir local i cosí de Gogos Bakolas, capità de l'armatoliki de Radovitsi. Era d'ascendència sarakatsani.
De molt jove, es va convertir en un kleftes al servei de Katsantonis, un famós capità. Va destacar com an kleft - àgil, astut, valent i temerari - i va ascendir ràpidament, arribant a protopalikaro o tinent.
Als quinze anys va ser capturat per les tropes d'Alí Paixà i empresonat a Ioannina. Alí Paixà, impressionat pel coratge i la intel·ligència de Karaiskakis, i percebent el seu valor com a combatent, el va alliberar de la presó i el va deixar sota la cura dels seus guàrdies personals. Va exercir com guardaespatlles uns anys fins que perdé el favor amb el senyor de la guerra otomà i va fugir a les muntanyes per continuar la vida com un kleft.

## Guerra d'Independència grega

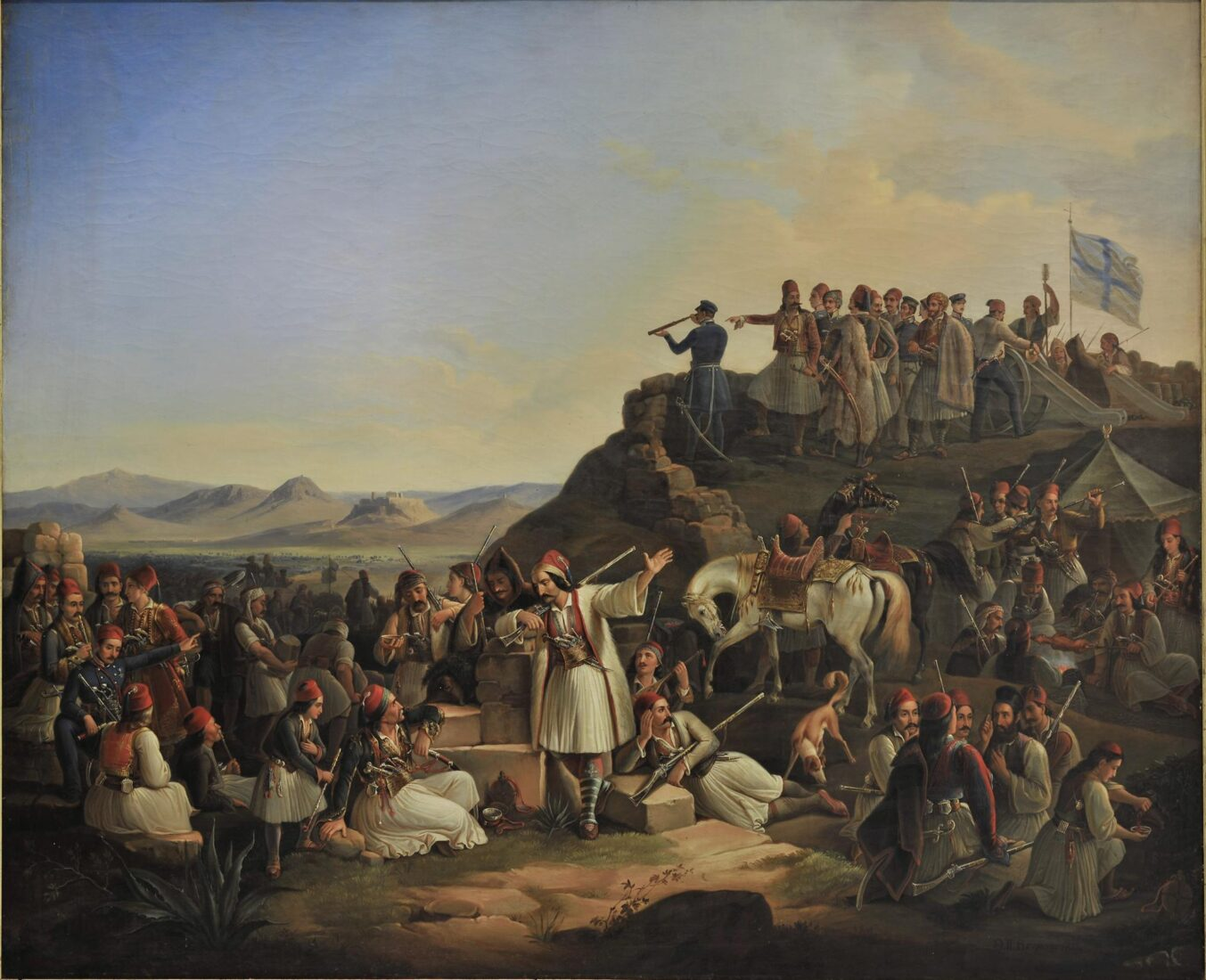
"El campament de Geórgios Karaiskakis a Kastella" per Theodoros Vryzakis (1855).

Durant les primeres fases de la Guerra d'independència de Grècia, Karaiskakis serví a la milícia a Morea (Peloponès), on va participar en les intrigues que van dividir el lideratge grec. No obstant axò, va reconèixer la necessitat de facilitar un govern estable i decidí recolzar Ioannis Kapodístrias que més tard esdevindria el primer cap d'estat de Grècia.
La reputació de Karaiskakis va créixer durant el punt àlgid i les darreres fases de la guerra. Va ajudar a aixecar el primer setge de Mesolongi l'any 1823, i es va superar salvant la ciutat d'un segon setge el 1823.
Aquell mateix any, fou nomenat comandant en cap de les forces patriòtiques gregues a la Grècia Central, assolint un èxit moderat: no aconseguí cooperar eficaçment amb altres dirigents del moviment d'independència o amb els simpatitzants estrangers, però va obtenir alguns èxits militars contra els otomans.
La seva major victòria fou la batalla d'Aràjova, on el seu exèrcit combinat amb altres dirigents revolucionaris, va esclafar una força de tropes turques i albaneses sota les ordres de Mustafa Bey i Kehagia Bey. Victòries com la d'Aràjova eren especialment benvingudes tenint en compte els desastres que ocorrien a la resta del país.
L'any 1827, Karaiskakis va participar en el fracassat intent d'aixecar el Setge d'Atenes i va intentar evitar la massacre de la guarnició turca estacionada al convent de Sant Espiridó al Pireu.
Fou mort en combat el dia del seu sant, el 23 d'abril de 1827, després de ser ferit de mort per una bala de fusell. Segons el seu desig, va ser enterrat a l'església de Sant Dimitrios a Salamina.

## Honors i cultura popular

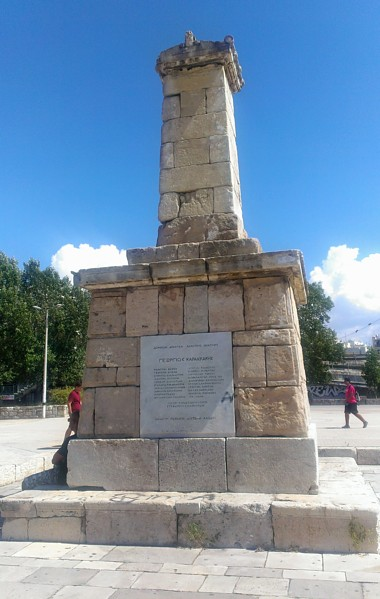
Monument al Pireu

El rei Otó I de Grècia va entregar pòstumament a Karaiskakis la Gran Creu de l'Orde del Salvador.
L'Estadi Geórgios Karaiskakis a Falèron, fou anomenat en honor seu, ja que la ferida que el va matar fou produïda a la zona.
Dionysis Savvopoulos va compondre la cançó popular grega "Oda a Geórgios Karaiskakis" (en grec: "Ωδή στο Γεώργιο Καραϊσκάκη"). Originalment, Savvopoulos va escriure la cançó en honor de Che Guevara, però va triar aquest títol per passar la censura de la junta militar grega (grec: "Ωδή στο Γεώργιο Καραϊσκάκη").

## Família
Karaiskakis es va ser casar amb Engolpia Skylodimou, amb qui va tenir tres criatures: Pinelopi i Eleni, i l'únic noi Spyridon.
Sitsa Karaiskaki, una escriptora del període d'entreguerres, coneguda per les seves idees nazis, n'era també descendent. Va deixar Grècia en direcció a Viena amb altres pronazis després de la retirada de l'Eix de 1944, però va retornar més endavant.